# Big Brother (Sverige)
Big Brother var en dokusåpa och den svenska varianten av programformatet med samma namn. Den har sänt i flera kanaler, däribland Sjuan, Kanal 5 och TV11. 
Våren 2020 firade TV-formatet 20 år och återkom till TV4-gruppen med sloganen "100 Dagar 100 Nätter", och Big Brother-huset stod i Gamla Telestaden i Farsta utanför Stockholm. Vinnare av 1 miljon kronor  blev Sami Jakobsson från Köping.
Våren 2021 var det dags igen, och för första gången i Sverige så var det huset från föregående år som återanvändes utan större förändringar. Men 2021 blev också speciellt i och med att deltagarna var tvungna att sitta i karantän innan de gick in i huset.[källa behövs]

## Om programmet
Den första svenska versionen sändes på Kanal 5 år 2000 och har därefter sänts i totalt tio säsonger. Tre av dessa tio säsonger (2005, 2006 och 2014) gjordes i samarbete med norska TVNorge og FEM, där deltagarna i huset var både svenskar och norrmän. Säsongen som sändes år 2005 gjordes med norsk TV, med anledning av att det då var exakt etthundra år sedan den svensk-norska unionen upplöstes. Alla säsonger som gjorts för svensk TV (även säsongerna med norsk TV) har spelats in i Sverige. För Kanal 5 (och norska TVNorge) har programmet producerats av produktionsbolaget Meter Film & Television, medan de två senaste säsongerna (år 2011 och 2012) producerades av Endemol för TV11.[källa behövs]
Efter att Kanal 5 sänt den andra säsongen tillsammans med norska TVNorge år 2006, valde man att inte producera någon mer säsong åren därpå. Det svenska produktionsbolaget Meter, som hade licens att göra serien i Sverige, sökte efter en ny TV-kanal att samarbeta med inför ett eventuellt Big Brother 2008. Kanal 5 uteslöt emellertid inte en fortsättning men övervägde att satsa på andra program. I februari 2009 började TV400 sända repriser av Big Brothers tredje säsong och även i maj den andra säsongen.
2005 och 2006 genomfördes samproduktioner med norsk tv, med en svensk och en norsk programledare och ungefär lika många deltagare från respektive land. Dessa sändes av Kanal 5. 
Under 2010 köpte TV4 rättigheterna till sin första säsong.
Programmet fick till slut en sjunde säsong, vilket sändes i TV4:s nystartade TV-kanal TV11 våren 2011 med Gry Forssell som programledare. Den 6 september samma år meddelade TV4 att man skulle sända ytterligare en säsong på TV11 under våren 2012. Efter att TV11 hade sänt två säsonger av programmet meddelades det att man inte skulle producera någon säsong till våren 2013. Anledningen till nedläggningen var att TV4 inte hade ekonomi för en fortsatt produktion. Detta till trots hade programmets andra säsong bra tittarsiffror.
I april 2014 meddelade SBS Discovery att man hade köpt tillbaka rättigheterna att producera och sända programmet. Hösten 2014 sändes programmet på Kanal 9. Hösten 2015 var programmet tillbaka i Kanal 11; programledare var Adam Alsing.
I september 2019 berättade TV4 att programmet gör comeback i kanalen under våren 2020. Det nya Big Brother Sverige ska göras mer interaktiv då "tittarna har mer makt".[källa behövs]
Två säsonger sändes. En 2020 och en 2021. Men i december 2021 meddelade TV4 att Big Brother hade lagts ned.

## Fakta om programmet
| Säsong          | Sändningsdatum                | Vinnare                  | Tvåa                      | Trea                            | Programledare                                                       | Antal deltagare | varav jokrar | Dagar i huset | TV-kanal       | Inspelningsplats                                        |
| --------------- | ----------------------------- | ------------------------ | ------------------------- | ------------------------------- | ------------------------------------------------------------------- | --------------- | ------------ | ------------- | -------------- | ------------------------------------------------------- |
| Säsong 1 (2000) | 4 september- 15 december 2000 | Angelica Freij           | Paula Glantz              | Christoffer Jensen              | Adam Alsing                                                         | 13              | 1            | 103           | Kanal 5        | Finnboda Varv                                           |
| Stjärnveckan    | 20-25 januari 2002            | Anki Lundberg            | Johan Lennström           | Robert Andersson                | Adam Alsing                                                         | 7               | 0            | 6             | Kanal 5        | Frihamnen / Värtahamnen                                 |
| Säsong 2 (2002) | 26 januari- 13 maj 2002       | Ulrika Andersson         | Alexander Nilsson         | Jacob Heidrich                  | Adam Alsing                                                         | 13              | 5            | 108           | Kanal 5        | Frihamnen / Värtahamnen                                 |
| Säsong 3 (2003) | 25 januari- 11 maj 2003       | Daniel Nordberg          | Kajsa Larsson             | Lars-Robert "Larssa" Stefansson | Adam Alsing                                                         | 13              | ?            | 107           | Kanal 5        | Frihamnen / Värtahamnen                                 |
| Säsong 4 (2004) | 23 januari - 10 maj 2004      | Carolina Gynning         | Stefan Turlock            | Caroline Björkman               | Adam Alsing                                                         | 17              | ?            | 109           | Kanal 5        | Frihamnen / Värtahamnen                                 |
| Säsong 5 (2011) | 20 februari- 5 juni 2011      | Simon Danielsson         | Peter Orrmyr              | Martin Granetoft                | Gry Forssell                                                        | 21              | 4            | 106           | TV11           | Årsta Partihallar                                       |
| Säsong 6 (2012) | 19 februari- 3 juni 2012      | Hanna Johansson          | Amandus Allstadius        | Annica Englund                  | Gry Forssell                                                        | 22              | 6            | 106           | TV11           | Årsta Partihallar                                       |
| Säsong 7 (2015) | 11 oktober - 20 december      | Christian Sahlström      | Per-Olof "Puffen" Masgård | Isabella Kino                   | Adam Alsing                                                         | 17              | 9            | 70            | Kanal 11       | Spånga                                                  |
| Säsong 8 (2020) | 10 februari - 18 maj 2020     | Sami Jakobsson           | Lennie Hansson            | Jasmine Armstrong               | Malin Stenbäck, Moa Wallin                                          | 20              | 1            | 100           | Sjuan & C More | Televerkets förvaltningsbyggnader i Farsta (Telestaden) |
| Säsong 9 (2021) | 15 februari - 24 maj          | Tanja Ingebretsen Kallin | Nardos Alberto            | Emelie Svensson                 | Malin Stenbäck, Kirsty Armstrong, Arantxa Alvarez och Filip Dikmen. | 21              | -            | 99            | Sjuan & C More | Televerkets förvaltningsbyggnader i Farsta (Telestaden) |